# Lợn tiết kiệm

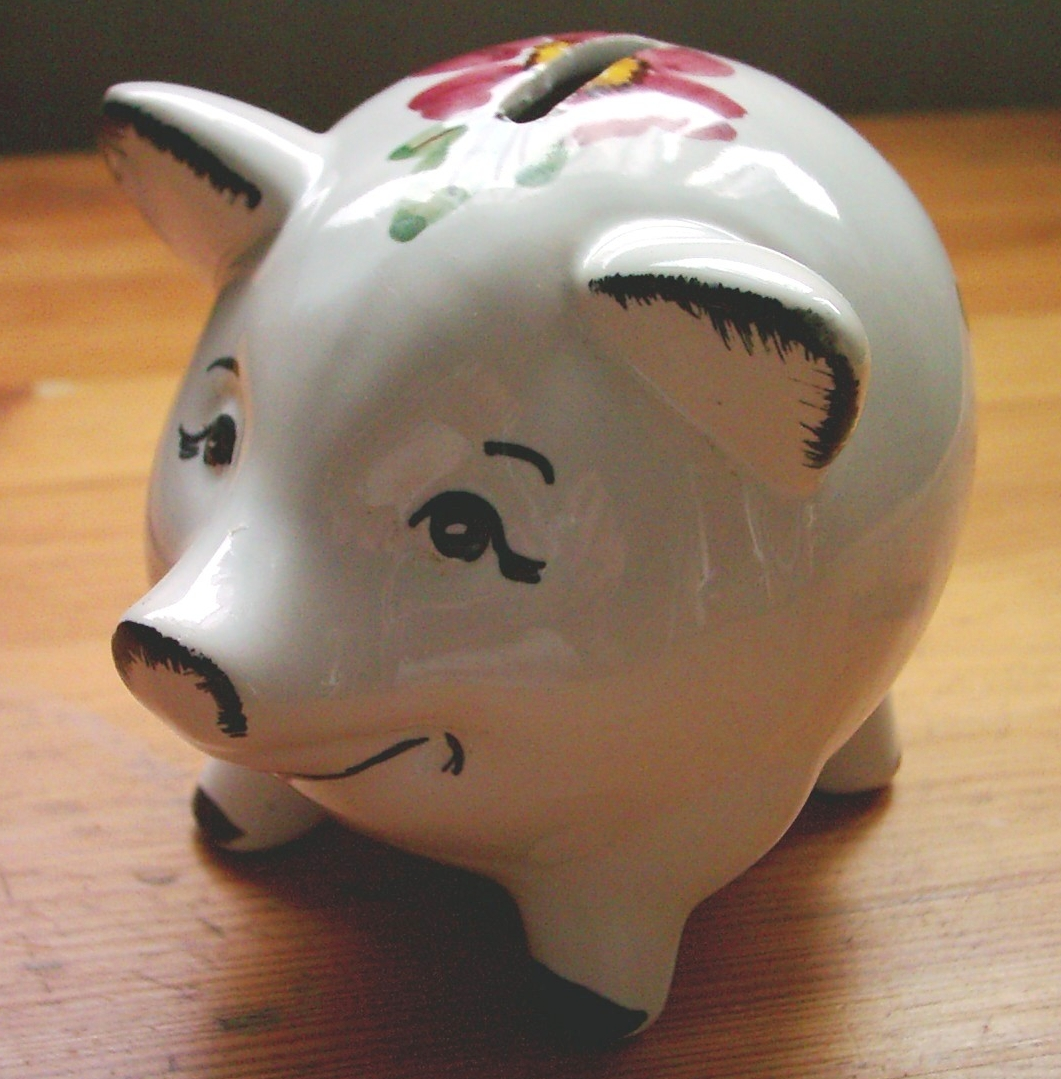
Một chú heo đất từ khoảng thập niên 1970

Lợn tiết kiệm hay heo đất còn có nhiều tên gọi khác ví dụ như lợn đất, lợn nhựa, lợn sứ, (gọi theo chất liệu) hay lợn bỏ ống là một vật có hình dáng một chú lợn thường làm từ gốm, sứ hoặc nhựa, dùng để tích cóp những đồng xu hoặc tiền lẻ. Đây thường là một món đồ chơi dành cho trẻ em. Tuy vậy, sản phẩm này cũng hay được sử dụng cho mục đích quảng cáo, nhiều công ty dịch vụ tài chính dùng hình ảnh lợn tiết kiệm làm biểu tượng cho sản phẩm tiết kiệm của họ.
Lợn bỏ ống hay được bày bán tại các cửa hàng đồ chơi, nhà sách và cả những cửa hàng chỉ chuyên bán sản phẩm này. Nó thường bán chạy vào dịp Tết, khi mà trẻ em nhận được nhiều lì xì từ người thân và muốn tiết kiệm tiền. Vì cũng là một món đồ chơi và sản phẩm trang trí trong nhà nên nó có nhiều mẫu mã độc đáo và màu sắc bắt mắt. Ngoài hình dáng các chú lợn ngoài thị trường còn có những hộp tiết kiệm hình mèo, pikachu, hình ngôi nhà,...

## Sử dụng
Lợn tiết kiệm thường được người lớn chủ động mua cho con em mình để làm công cụ giáo dục những nguyên lý cơ bản của tiết kiệm. Một con lợn tiết kiệm luôn rỗng ruột và có một khe hẹp để đút tiền vào. Một số con có chỗ để lấy tiền ra trong khi một số khác thì không, khi nào đã tiết kiệm đến mức phù hợp người ta có thể đập vỡ nó để lấy tiền. Thậm chí, một số mẫu mã tích hợp cả hệ thống điện tử để tính toán số lượng tiền gửi.

## Những ví dụ nổi tiếng
Rachel, linh vật không chính thức của chợ Pike Place ở Seattle, Washington là một chú lợn tiết kiệm làm bằng đồng nặng gần 600 pound nằm ở góc Pike Place, dưới tấm biển "Public Market Center".
Trong loạt phim hoạt hình Disney/Pixar Toy Story, Toy Story 2 và Toy Story 3 có một nhân vật tên là Hamm, một chú lợn bỏ ống lém lỉnh và hay phấn khích.

## Hình ảnh

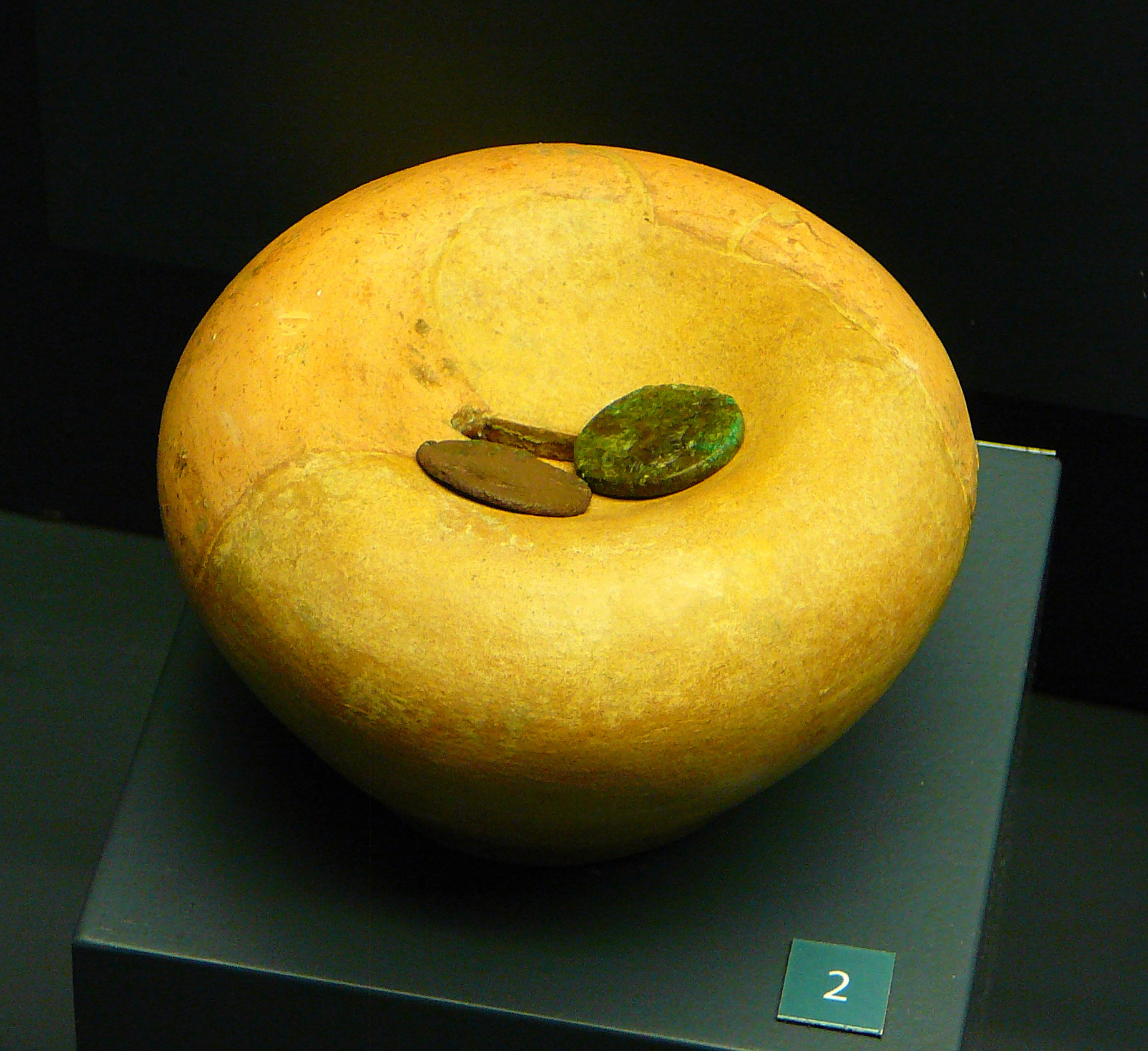
Một hôp tiết kiệm thời La Mã (thế kỷ thứ 2-3). Các hộp tiết kiệm cổ đại được tìm thấy với nhiều hình dáng khác nhau.
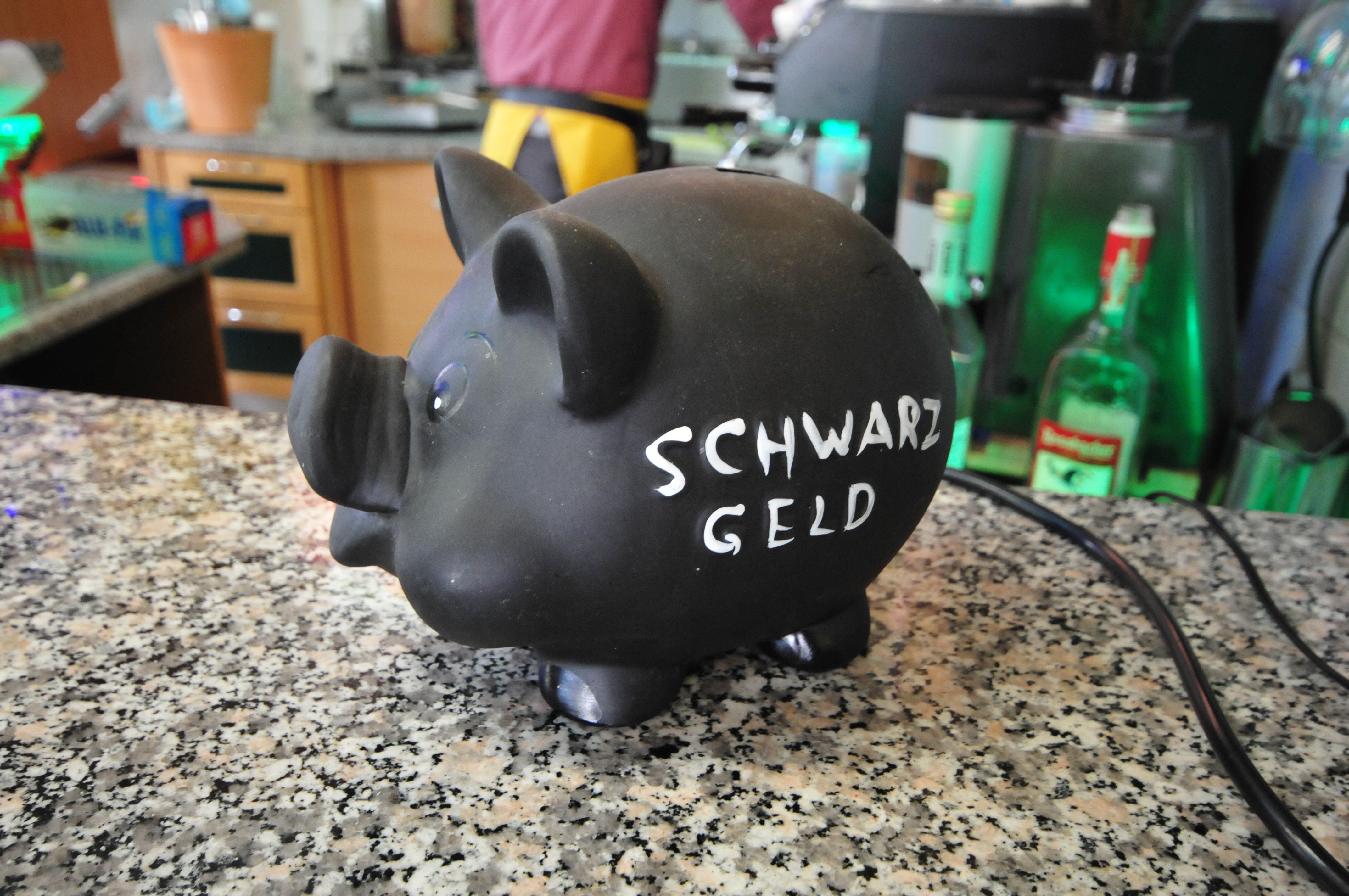
Một con lợn tiết kiệm được là "Schwarzgeld"